# Philippe Gouinguenet
Philippe Gouinguenet est un comédien, auteur et metteur en scène français. Il excelle dans les personnages mystérieux, comme Arnolphe (L'École des femmes).
Il a joué des pièces classiques dans la Compagnie Colette Roumanoff : L'Avare, Peau d'Âne, Le Bourgeois gentilhomme, L'École des femmes, Dom Juan, Le Mariage de Figaro.

## Filmographie
- 1984 : L'Arbalète
- 1986 : Les Clowns de Dieu
- 1995 : Nestor Burma, épisode Les patelots sans manches
- 1998 : On va nulle part et c'est très bien
- 2004 : Vive mon entreprise
- 2004 : Vendues